# Калініно (селище, Воронезька область)
Калініно (рос. Калинино) — село, підпорядковане місту Борисоглєбську Воронезької області Російської Федерації.
Населення становить 628 осіб. Входить до складу муніципального утворення Борисоглєбський міський округ.

## Історія
Населений пункт розташований у межах суцільної української етнічної території, частини Східної Слобожанщини. До Перших визвольних змагань належав до Воронезької губернії.
Згідно із законом від 15 жовтня 2004 року входить до складу муніципального утворення Борисоглєбський міський округ.

## Населення
| 2010 |
| ---- |
| 132  |